# Бугровское кладбище
Красное кладбище (наиболее часто употребляемое неофициальное название — Бугровское кладбище, также — Новое городское, Старое, Кладбище по ул. Пушкина, до основания в 1938 г. кладбища «Марьина роща» называлось кладбищем у Марьиной рощи) — некрополь на территории Советского района Нижнего Новгорода (улица Пушкина, 34). Бугровским именуется по ошибке из-за близости к месту бывшего Бугровского скита — месту жительства, моления и захоронения старообрядцев на пойменной террасе (красная ограда которого сохранилась далее по улице Пушкина по пути к оврагу реки, где ранее уже начиналась Марьина роща). Бугровский скит был снесён, его территория застроена жилыми домами и учреждениями, а его название в народной молве «передалось» новому соседнему кладбищу за такой же красной кирпичной оградой.

## История

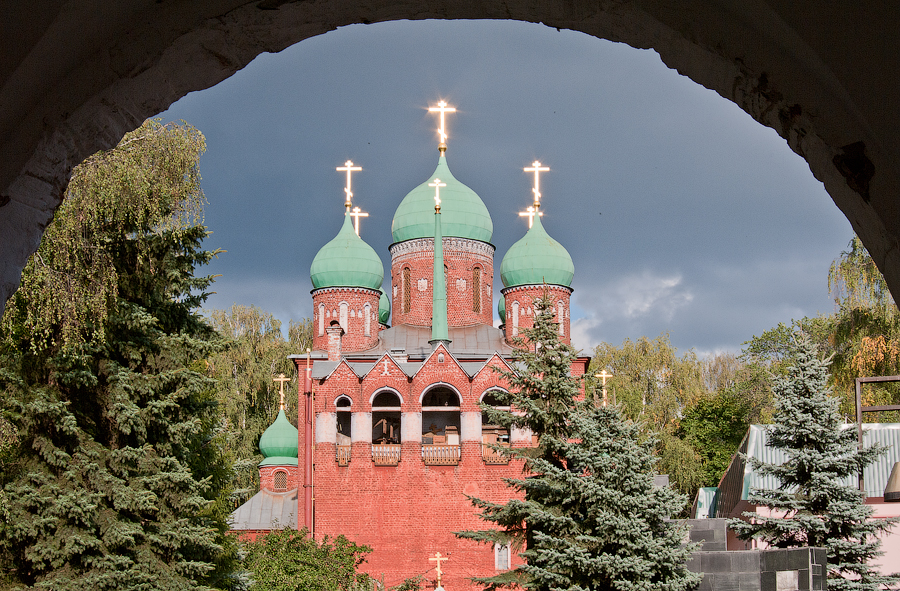
Старообрядческая церковь Успения Божьей Матери

Было запланировано на рубеже 1880—1890-х годов. На плане Нижнего Новгорода 1896 года оно показано в существующих ныне границах. Ограда первоначально была деревянной, в центре кладбища планировалось небольшое строение (вероятно, часовня).
Фактическое формирование кладбища произошло во время Первой мировой войны. На средства Варвары Михайловны Рукавишниковой — представительницы известного нижегородского купеческого рода, территория кладбища площадью 16 гектаров была обнесена существующей ныне каменной стеной из красного кирпича (отсюда и название кладбища — Красное), а на запланированном месте часовни в 1916 году по проекту архитектора В. А. Покровского возведена кладбищенская церковь Успения Божьей Матери. Окончательная отделка церкви и её внутреннего интерьера в дореволюционные годы не была завершена.
После 1918 года, когда были закрыты для использования Петропавловское и Казанское кладбища, захоронения на кладбище продолжалось непрерывно. В 1930-е годы кладбищенский храм передали русской православной церкви (обновленчество), затем закрыли.
Особый период в истории кладбища — годы сталинских репрессий. До 1938 года здесь в специально вырытых глубоких траншеях хоронили расстрелянных. На месте захоронений возведён мемориал.
В начале Великой Отечественной войны на Красном кладбище в братской могиле были похоронены работники телефонного завода имени Ленина, погибшие от вражеской бомбы 4 ноября 1941 года.
В 1956 году в братской могиле захоронили четырёх трагически погибших полярных лётчиков.
В 1960-е годы здание Успенской церкви было передано старообрядческой общине (РПСЦ) взамен снесённой летом 1965 года одноимённой старообрядческой церкви на ул. Суетинской, церковная утварь из снесённого храма была перенесена сюда.
Комплекс построек кладбища, а также ряд захоронений признаны памятниками истории.

## Известные захоронения
федерального значения
- Могила (кенотаф) декабриста И. А. Анненкова (1802—1878) и его супруги
- Могила П. И. Мельникова-Печёрского (1818—1883), писателя

регионального значения
- Могила Героя Советского Союза В. В. Беляева (1923—2000)
- Могила Героя Советского Союза Ф. Т. Блохина (1903—1974)
- Могила Героя Советского Союза А. П. Бринского (1906—1981)
- Могила Героя Социалистического Труда А. Х. Бусыгина (1907—1985)
- Могила Героя Советского Союза Г. Б. Вахмистрова (1921—1994)
- Могила известного нижегородского фотографа М. П. Дмитриева (1858—1948)
- Могила Героя Советского Союза Г. В. Дикуна (1916—1994)
- Могила Героя Советского Союза И. Д. Ивлиева (1916—1966)
- Символическое захоронение с подлинным надгробием известного нижегородского фотографа А. О. Карелина (1837—1906)
- Могила Героя Социалистического Труда В. А. Кочетова (1921—1983)
- Могила писателя Н. И. Кочина (1902—1983)
- Могила Героя Советского Союза М. А. Просвирнова (1918—1981)
- Могила Героя Советского Союза Н. Н. Радаева (1913—1977)
- Могила народной артистки СССР А. Н. Самариной (1892—1971)
- Могила Героя Советского Союза С. П. Сидорова (1895—1972)
- Могила народного артиста РСФСР Н. И. Собольщикова-Самарина (1868—1945)
- Могила Героя Советского Союза П. К. Спикина (1918—1976)
- Могила Героя Советского Союза Н. С. Тараканова (1918—1993)
- Могила кавалера трёх степеней ордена Славы Л. Н. Тютикова (1922—1983)

Также на кладбище похоронены
- Герой Советского Союза Н. И. Толстухин
- учёные-кораблестроители В. И. Калашников и Р. Е. Алексеев,
- академики АН СССР А. А. Андронов и Г. А. Разуваев;
- члены-корреспонденты АН СССР С. И. Архангельский, П. В. Павлов, В. С. Троицкий;
- народные артисты СССР А. А. Касьянов и А. Н. Самарина;
- учёный-генетик С. С. Четвериков; учёный-физиолог Н. П. Синицын и более 300 профессоров различных Горьковских (Нижегородских) ВУЗов;
- 19 народных артистов РСФСР и России (в том числе Бойков В. В., Вашурина Р. М., Вихров В. В., Гусман И. Б., Дворжецкий В. Я., Дроздова Л. С., Ермакова В. Н., Кузнецов В. И., Левкоев Н. А., Ожигин С. П., Палеес А. Р., Правилов А. С., Скульский А. М., Соколовский В. А., Степанов В. Т., Суслова Э. В., Усов А. Д.);
- 3 народных художника РСФСР и РФ (в том числе Варламов А. Г., Гусев П. И. и Жемерикин В. Ф.);
- более 30 заслуженных артистов и художников РСФСР и России;
- 14 Героев Советского Союза (в том числе Беляев И. П., Миненко Л. И., Москвичёв В. А.);
- 11 Героев Социалистического Труда (в том числе Ардеев К. В., Африкантов И. И., Белоусов П. И., Королёв Б. А., Макаров И. Г., Максименко В. Д., Разуваев Г. А., Соколов П. М., Юрьев М. А.); Герои Труда — Капралов Н. М. и Чнегов П. С.,

На кладбище проводятся работы по благоустройству исторических захоронений

## Галерея

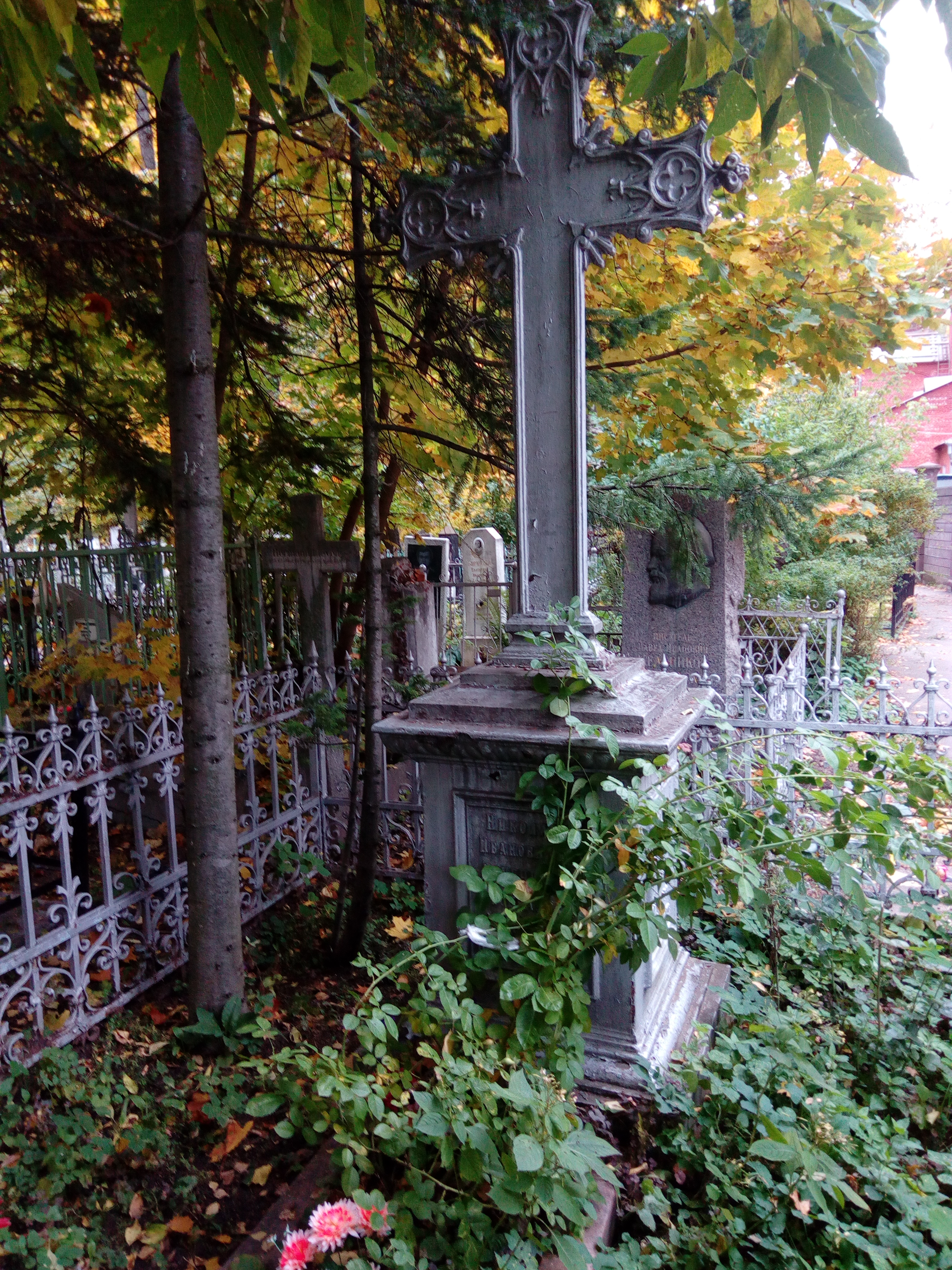
Могила декабриста И. А. Анненкова и его супруги П. Гёбль
Могила генерал-лейтенанта С. П. Сидорова
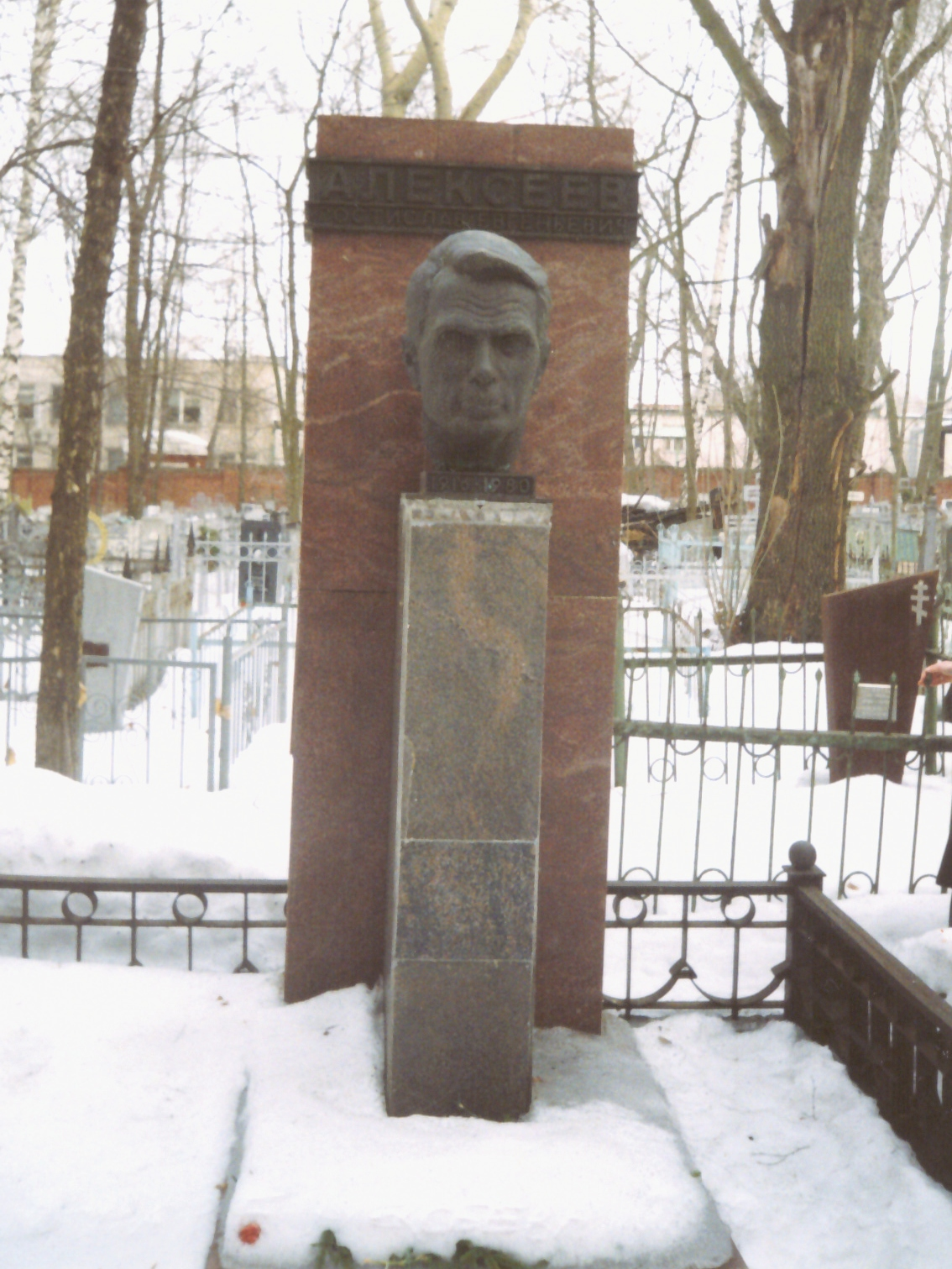
Могила конструктора Р. Е. Алексеева
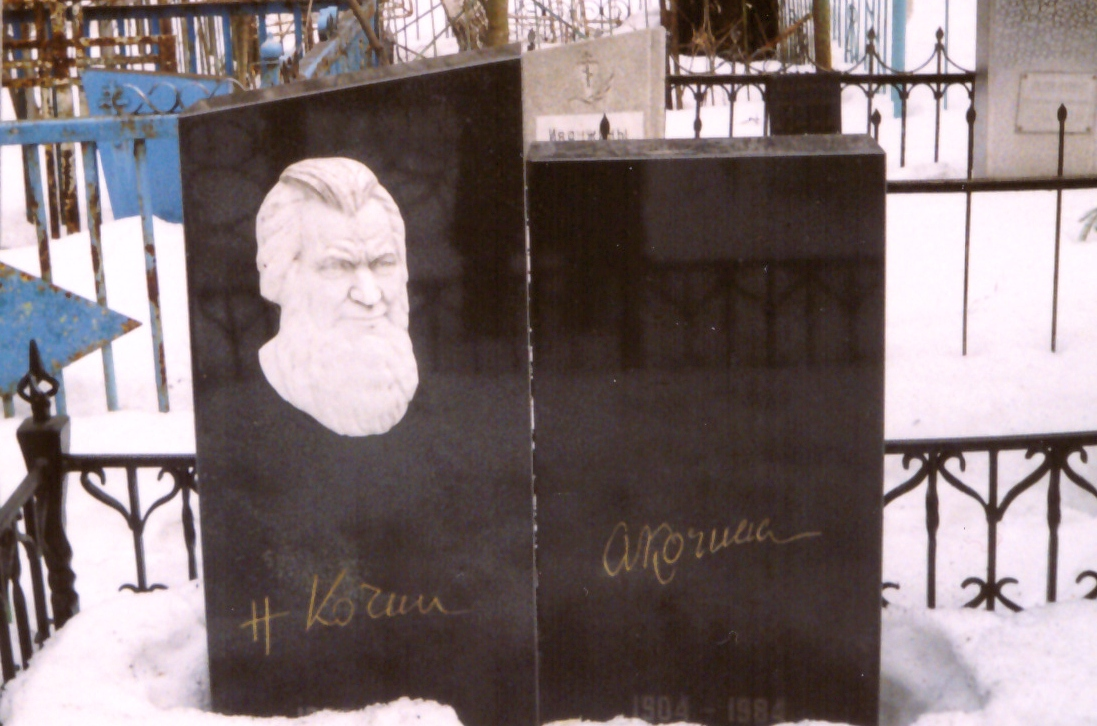
Могила писателя Н. И. Кочина
Могила писателя П. И. Мельникова-Печерского
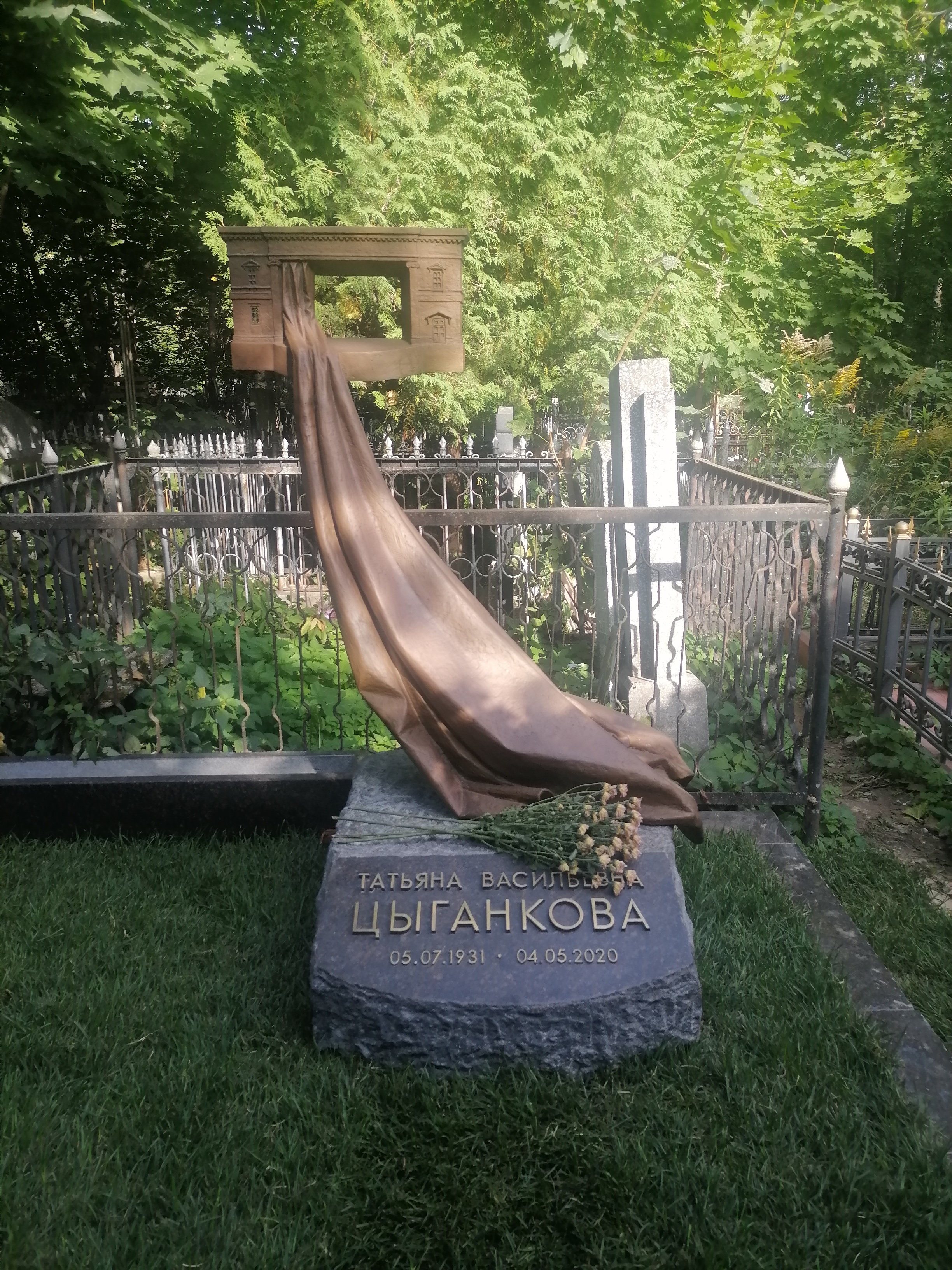
Могила театрального деятеля Т. В. Цыганковой
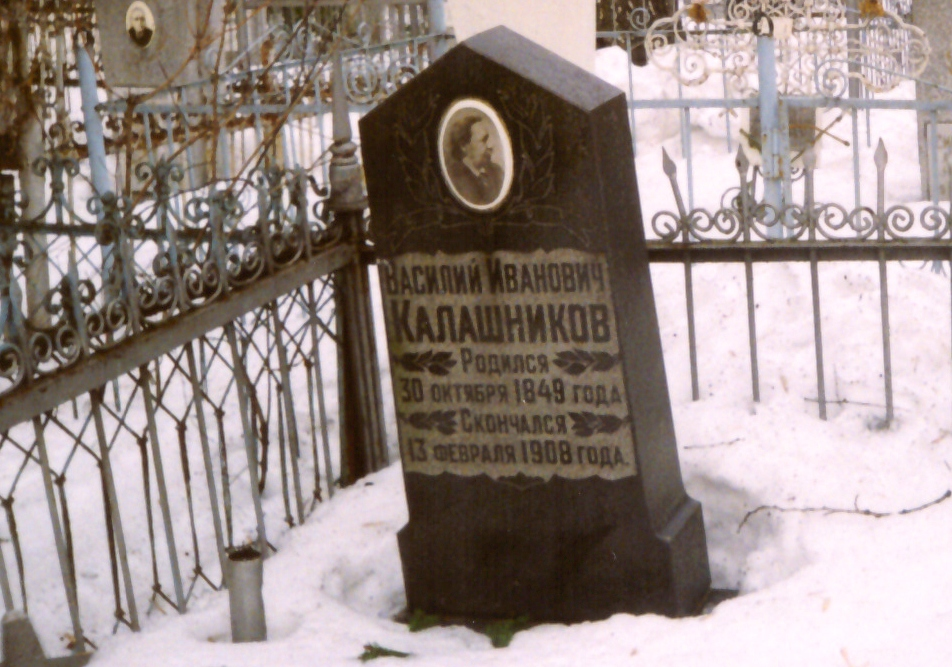
Могила конструктора В. И. Калашникова

## Современность
На сегодняшний день разрешены захоронения только в семейные могилы или в особых случаях — захоронения известных нижегородцев или в заброшенные неухоженные могилы.